# Salvador Moncada
Salvador Moncada (Tegucigalpa, Hondures 1944) és un metge hondureny.

## Biografia
Nascut el 3 de desembre de 1944 a Tegucigalpa, la capital d'Hondures, després de llicenciar-se en medicina per la Universitat del Salvador el 1970 viatjà fins a Londres per ampliar estudis sobre el sistema cardiovascular gràcies a una beca. Durant la seva estada al laboratori de John Vane a l'Institut Reial de Cirurgians formà part de les investigacions que permeteren descobrir com l'aspirina, i drogues semblants, permeten inhibir la prostaglandina de la biosíntesi.
Actual director de l'Institut Wolfson per la Investigació Biomèdica a la Universitat de Londres, exercí la docència durant anys al seu país i al Salvador, sense abandonar mai la seva recerca mèdica.
Les seves principals investigacions han estat centrades en els efectes farmacològics de les substàncies vaso-actives, especialment productes del metabolisme de diversos àcids, així com en síntesi, acció i degradació del mediador biològic òxid nítric. També ha realitzat importants treballs en temes d'inflamació, plaquetes, interacció entre plaquetes i paret vascular, i trombosis i arterioesclerosis. La seva investigació sobre les drogues correlacionades inclou el desenvolupament de la Viagra.
El 1990 fou guardonat amb el Premi Príncep d'Astúries d'Investigació Científica i Tècnica, juntament amb Santiago Grisolía, pels seus descobriments en relació amb les prostaglandines i la funció de la paret vascular que han estat transcendentals per la troballa de mecanismes biològics fins llavors desconeguts i de gran importància pràctica per al tractament de processos patològics com la inflamació, l'arterioesclerosi i altres.